# Gallileo
Gallileo ist ein 136 Meter hohes Hochhaus an der Ecke von Gallusanlage und Kaiserstraße im Bahnhofsviertel von Frankfurt am Main. Das in Stahlbetonskelett- und Stahlbetonverbundbauweise errichtete Gebäude wurde nach Plänen von Novotny Mähner Assoziierte 2000 begonnen und im Frühjahr 2003 fertiggestellt. 
Der ungewöhnliche Gebäudename Gallileo ist eine Kombination aus dem Namen des italienischen Universalgelehrten Galileo Galilei und dem Standort Gallusanlage 7 mit seinem Doppel-L. Den Großbuchstaben L bildet auch der sechsstöckige Sockelbau, der zusammen mit dem gegenüber liegenden Fürstenhof wie ein Eingangsportal zur Kaiserstraße wirkt.

## Geschichte
Bis 2008 diente das Hochhaus zusammen mit dem Silberturm und dem Gebäude Gallusanlage 8 als Konzernzentrale der Dresdner Bank. Nach der Übernahme der Dresdner Bank durch die Commerzbank nutzte diese als neuer Eigentümer weiterhin das Gallileo-Hochhaus. Im Juni 2010 wurde das alte, grüne Logo der Dresdner Bank gegen das neue, gelbe Logo der Commerzbank ausgetauscht.
Seit 2003 befindet sich im Erd- und Untergeschoss des Gebäudes The English Theatre. Mit 300 Sitzplätzen ist es das größte englischsprachige Theater auf dem europäischen Festland. 2023 geriet das Theater national und international in die Schlagzeilen, als nach einem Besitzerwechsel des Gebäudes eine Räumungsklage eingereicht wurde. Nach Verhandlungen konnte im Januar 2024 das Weiterbestehen des Theaters verkündet werden. Beteiligt an den Verhandlungen war u. a. die Stadt Frankfurt, die die Spielstätte bis 2030 mieten und an das Theater untervermieten will.

## Architektur

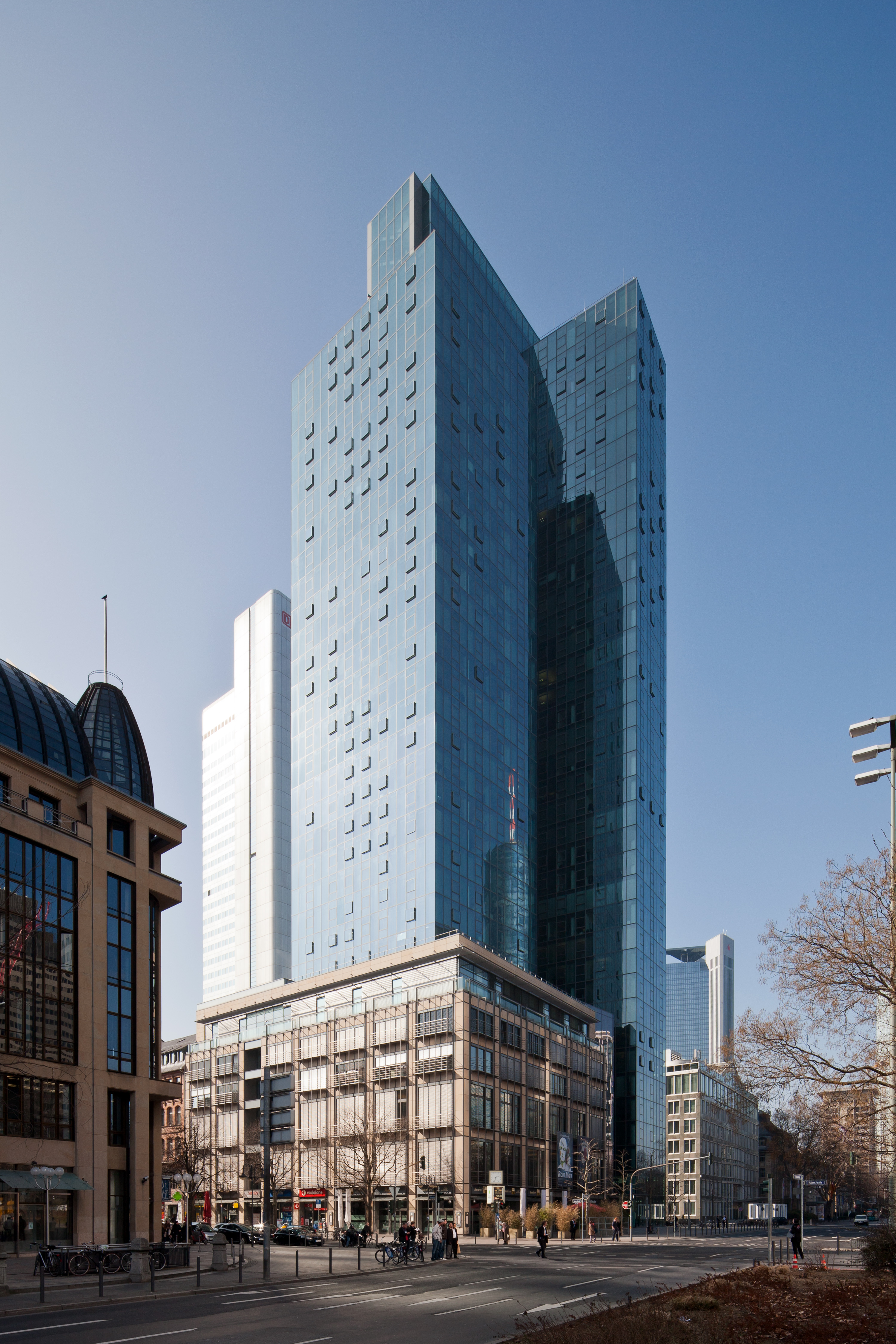
Gallileo mit ausgestellten Fenstern

Das Hochhaus hat 38 Stockwerke und 30.000 m² Bürofläche für 1.500 Arbeitsplätze. Im öffentlich zugänglichen Erdgeschoss befinden sich Geschäfte, eine Bar und das English Theatre.
Die Fassade besteht weitgehend aus Glas. Sie besitzt 4.000 einzelne Fenster, die eine ca. 22.000 m² große transparente Außenhaut bilden. Die Fenster lassen sich zum Öffnen parallel ausstellen, womit sie die glatte Fläche auf charakteristische Weise durchbrechen. (Siehe Bild rechts.)
In die gläsernen Fußböden wurden vom amerikanischen Künstler James Turrell im Rahmen seiner Installation Light Shaft II rot, grün, blau und weiß leuchtende Strahler integriert, welche das Gebäude bei Dunkelheit vom Inneren heraus in jeder beliebigen Farbe „glühen“ lassen. Die Leuchtmittel sind baulich nicht wahrnehmbar. Die Unterseiten der Geschossdecken dienen hierbei als Reflexionsflächen.

## Eigentümer
Im Jahr 2013 wurde das Hochhaus für 250 Mio. Euro an mehrere südkoreanische institutionelle Investoren verkauft. 2018 erwarb die in Singapur ansässige Gesellschaft CapitaLand das Hochhaus gemeinsam mit dem Investmentfonds CapitaLand Commercial Trust (CCT) für 356 Mio. Euro. Der Mietvertrag mit der Commerzbank läuft noch bis 2029, das Geldhaus kann allerdings 2024 vorzeitig kündigen.
Ende Januar 2024 ist die Commerzbank als Hauptmieterin ausgezogen, das Gebäude wird seitdem saniert.